# St. Johannis (Brandenburg an der Havel)

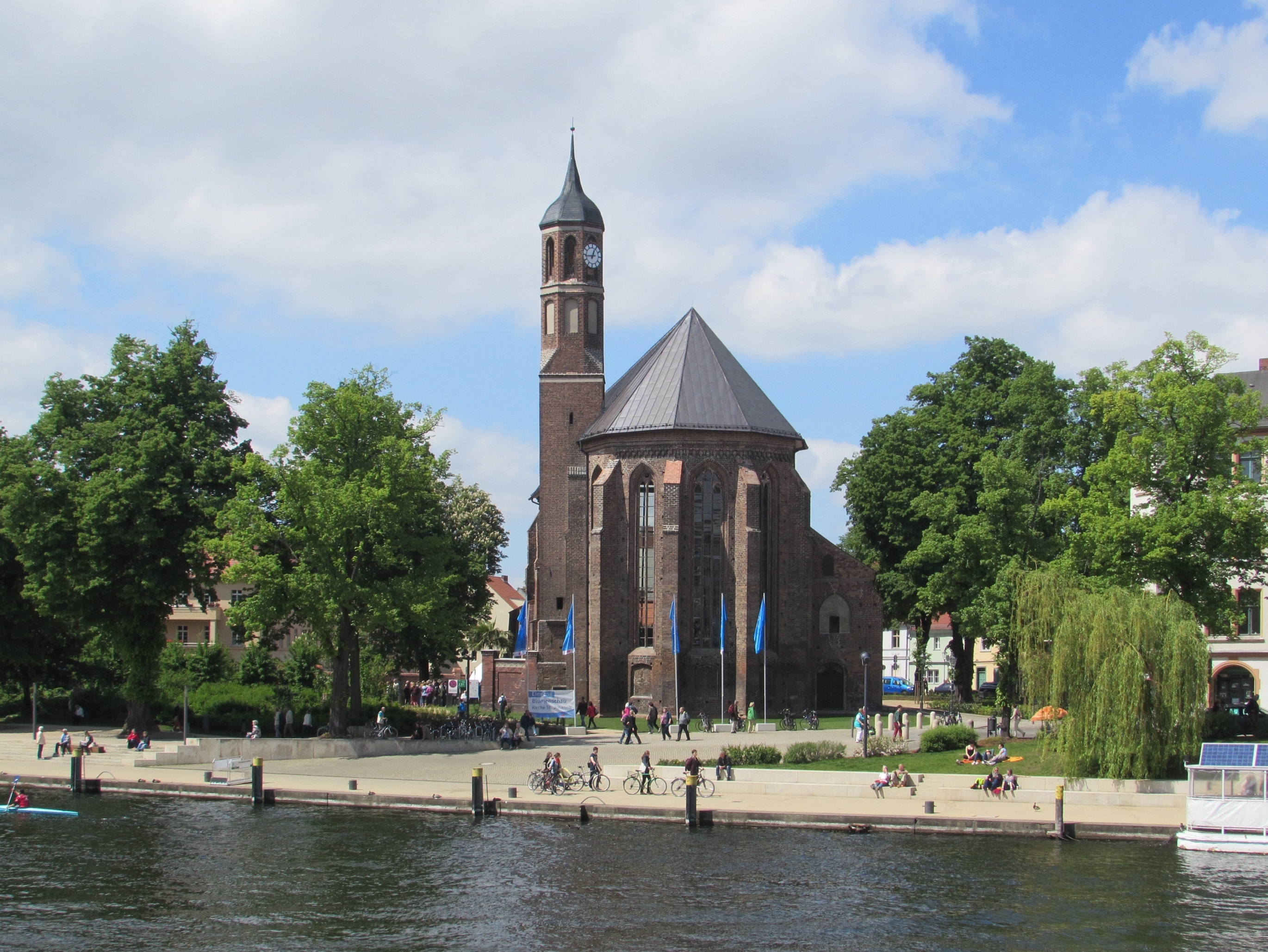
St. Johannis 2015 nach erfolgter Sanierung

Sankt Johannis ist eine ehemalige Klosterkirche der Franziskaner in der Stadt Brandenburg an der Havel, die als Veranstaltungshalle genutzt wird. Sie befindet sich in der Altstadt an der Havel in unmittelbarer Nähe der Jahrtausendbrücke.

## Geschichte

### 13. bis 19. Jahrhundert

Plan der Klosteranlage (Paul Eichholz 1912)

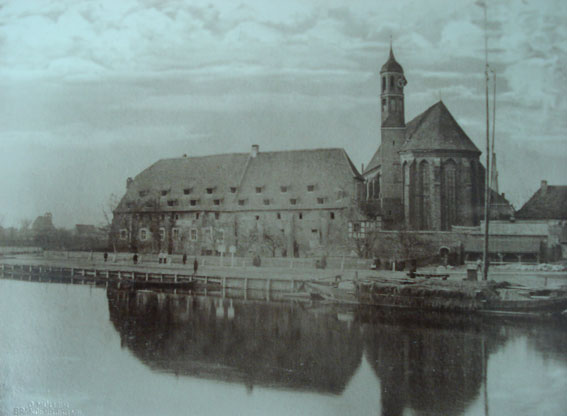
Ansicht des Klosters und der Kirche St. Johannis am Salzhof von der Langen Brücke aus gesehen, um 1860

Um 1250 – frühestens 1237, spätestens 1258 – wurde der Konvent der Franziskaner von Ziesar in die Altstadt Brandenburg verlegt, weil es in Ziesar kriegerische Unruhen gegeben hatte. Nach Friedrich Grasow wurde an der Stelle von St. Johannis um 1240 eine erste, turmlose Kirche errichtet. Die Franziskaner überführten den Leichnam des 1237 gestorbenen Ziesarer Pfarrer Helias, der ein großer Förderer des dortigen Klosters gewesen war, in ihre Brandenburger Klosterkirche und bestatteten ihn, in eine Franziskanerkutte gekleidet, vor dem Altar des hl. Johannes des Täufers. Der heutige Bau wurde durch verschiedene Anbau- und Aufstockungsmaßnahmen ab dem Jahre 1411, traditionell vom Chor beginnend, aufgeführt.
Im Jahr 1271 fand erstmals in Brandenburg ein Provinzkapitel der sächsischen Franziskanerprovinz (Saxonia) statt. Das Franziskanerkloster war bereits 1274 Sitz einer Kustodie genannten Untergliederung der Saxonia, zu der die Klöster in Berlin, Frankfurt/Oder, Kyritz, Gransee, Stendal und Salzwedel gehörten. 1428 war es das erste Kloster in der sächsischen Provinz, das sich der strengeren Richtung der Observanten im Franziskanerorden zuwandte, die geprägt war von einer konsequenteren Auslegung des Armutsgelübdes und des Umgangs mit Geld.
Im Zuge der Reformation wurde das Kloster von Kurfürst Joachim II. aufgehoben. Ab 1544 gelang es der Altstadt Brandenburg, eine Nutzung der Klostergebäude als Hospital durchzusetzen. Das neu eingerichtete Hospital beherbergte dann in seinen größeren Räumlichkeiten das ehemalige Gertraudenhospital vor dem Plauer Tor der Altstadt. Allerdings wurde den verbliebenen Mitgliedern des Franziskanerkonvents ein Bleiberecht auf Lebenszeit eingeräumt, ein letzter Nachweis von Franziskanern in Brandenburg stammt aus dem Jahr 1570. Ab dann ging das Kloster vollständig in die Hand der Altstadt über.
Durch kurfürstliche Verfügung erhielt die französisch-reformierte Gemeinde am 3. Oktober 1687 die Johanniskirche als Gotteshaus zugewiesen. Davor, ab 16. Dezember 1685, diente ihnen die Nikolaikirche als Predigtstätte. Am 1. Februar 1835 fusionierten die französisch- und deutsch-reformierten Gemeinden zu einer Gemeinde und nutzten weiter St. Johannis als Kirche.
Im 19. Jahrhundert richtete sich eine Bierbrauerei in den Klostergemäuern ein. 1865 jedoch wurde das letzte Klostergebäude abgerissen.
An Stelle des abgebrochenen Klostergebäudes längs der Havel, des zuletzt durch die Bierbrauerei genutzten Refektoriums, wurde 1866 ein Schulgebäude errichtet, welches die Saldria beherbergte. Diese Schule wurde in den letzten Tagen des Zweiten Weltkrieges durch einen Bombentreffer im Mittelteil des Gebäudes ebenfalls zerstört, wodurch zwei Lehrer und ein Schüler unter den Trümmern des Gebäudes umkamen. Das Gelände ist bewachsen und Teil einer Parkanlage. Nur ein Gedenkstein erinnert an die einstige Nutzung und die Toten des Luftangriffs.

### 20. und 21. Jahrhundert

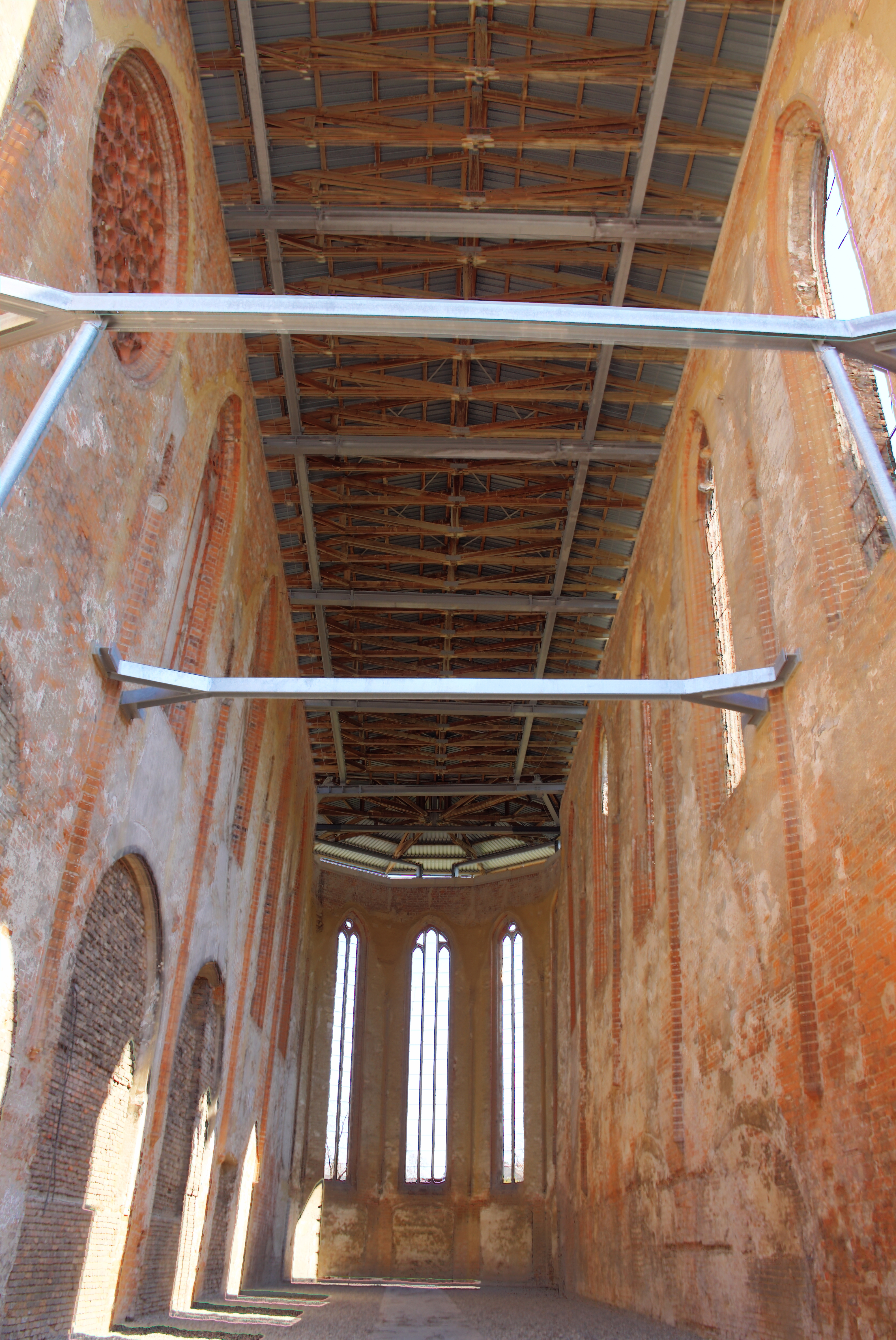
Das innere Hauptschiff nach baulicher Notsicherung der Ruine

Die Franziskanerbibliothek wurde nach der Reformation in der St.-Gotthardt-Kirche aufbewahrt, 1923 an die Preußische Staatsbibliothek verliehen und von dort im Zweiten Weltkrieg in heute polnisches Gebiet ausgelagert. Nach der Übernahme durch Polen wurde sie als Kriegsbeute nach Krakau verbracht, wo sie in der Bibliothek der Jagiellonen-Universität aufbewahrt wird. Die von der Bundesregierung als illegal angesehene Entwendung ist bis heute Gegenstand eines Disputes zwischen Polen und Deutschland, das unter völkerrechtlichen Aspekten auf eine Rückgabe der Franziskanerbibliothek beharrt.
Das gesamte Westjoch wurde durch einen britischen Luftangriff im Zweiten Weltkrieg zerstört. Der Abriss ging mittig durch die westlichsten Fensteröffnungen. Die ursprüngliche Umfassungsmauer des westlichsten Jochs steht noch etwa bis in eine Höhe von drei Metern. 1985 stürzte das Dach über dem Chor ein.

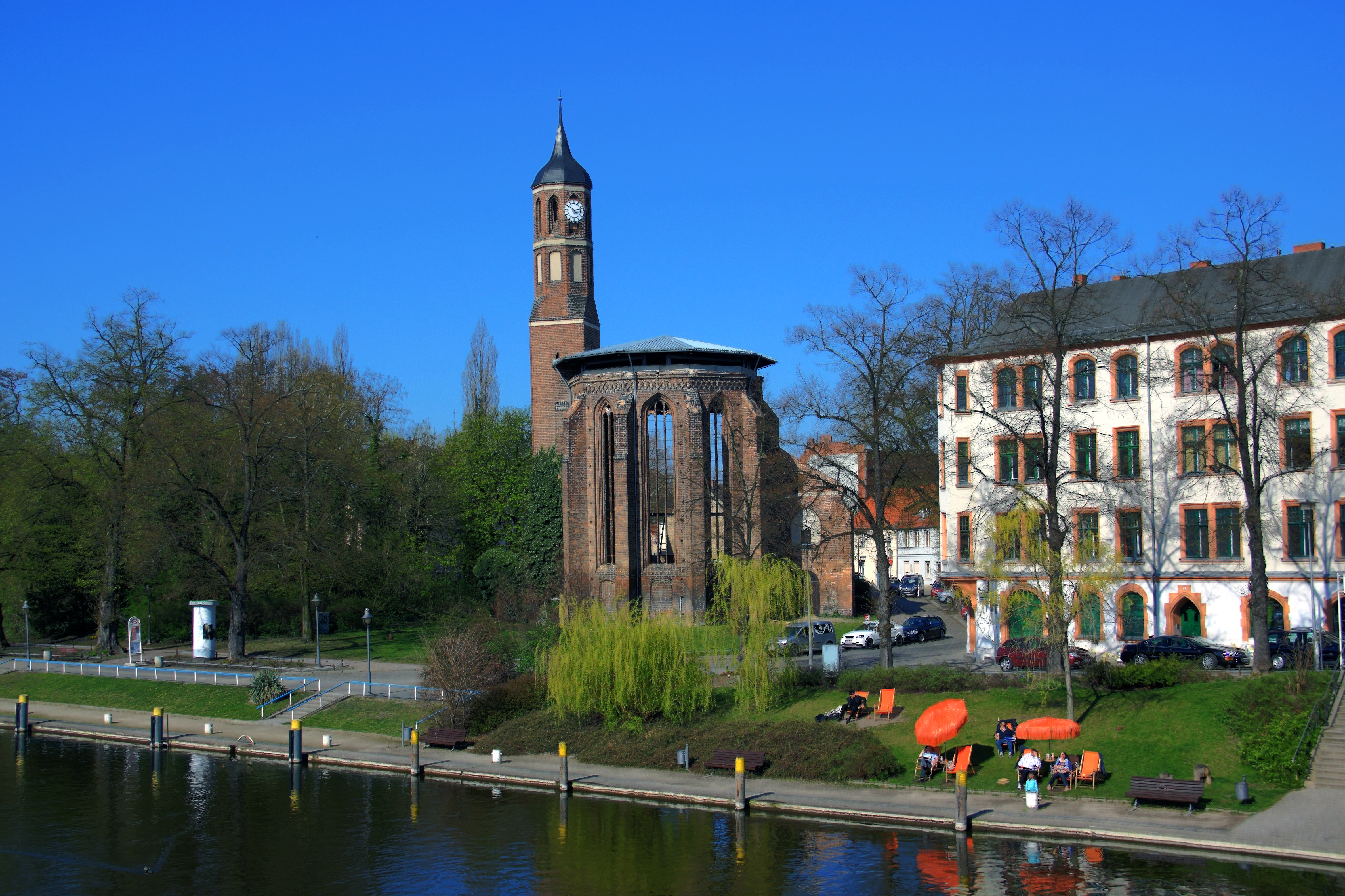
Nach der baulichen Notsicherung von 1991/92 mit flachem Behelfsdach

Zum Ende der 1980er Jahre gab es Pläne, die Kirchenruine zu beseitigen. Bedingt durch die politischen Veränderungen in der DDR 1989/1990 kam es nicht mehr dazu. Seitdem gab es verschiedene Projekte, das Gebäude zu sichern, wiederherzustellen oder einer zeitgemäßen Nutzung zuzuführen. Im Zuge von Notsicherungsmaßnahmen der Ruine wurde die Kirche ab 1991/92 mit einem Notdach und mit einem Innengerüst versehen. In Vorbereitung von geplanten weitergehenden Sicherungsmaßnahmen im Jahre 2006 wurden erste archäologische Stichgrabungen im und am Gebäude statt.
Im Oktober 2011 wurden seitens der Fachhochschule Potsdam durch radartechnische Aufmessungen im 400-MHz-Bereich mit Antennen der Kirchenfußboden auf das vermutete Vorhandensein von Grüften untersucht. Deren Existenz war auf Grund der nur wenige Meter entfernten Havel bislang strittig. Es gibt jedoch die Untersuchung rechtfertigende Hinweise aus der schriftlichen Überlieferung.
Im Vorfeld der Bundesgartenschau 2015 wurde die Kirchenruine für 3,7 Millionen Euro, die zu 80 Prozent aus dem Förderprogramm „Städtebaulicher Denkmalschutz“ finanziert wurden, umfangreich saniert und zu einem Veranstaltungsort umgebaut und umgenutzt. Richtfest war am 12. Dezember 2013. Während der Bundesgartenschau 2015 beherbergte die St.-Johannis-Kirche verschiedene Floristikausstellungen.

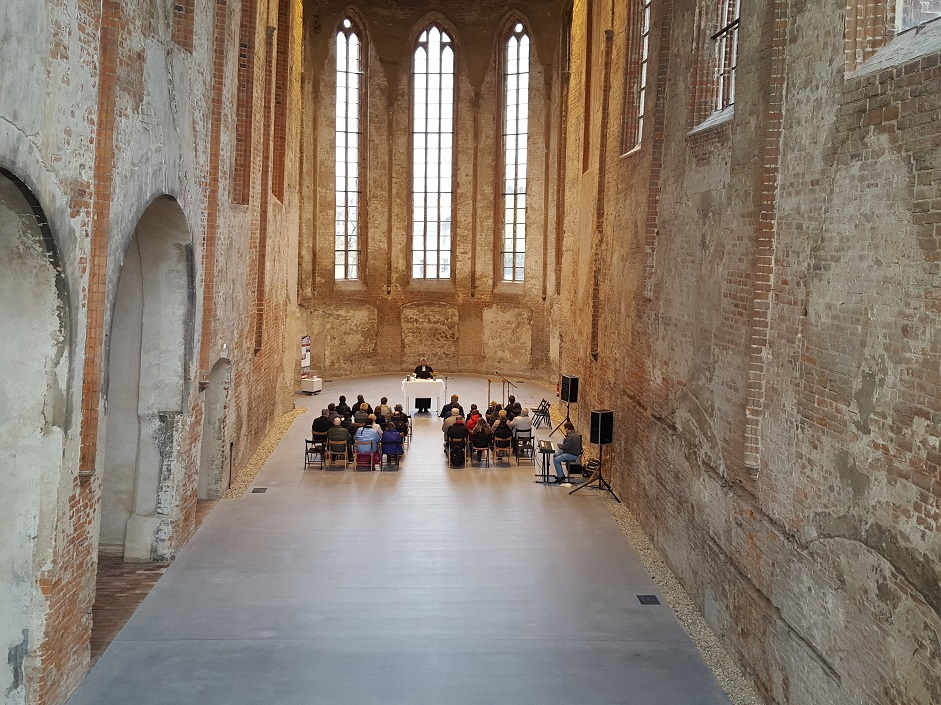
Erster Gottesdienst der Evangelisch-Reformierten Kirchengemeinde nach Sanierung und Bundesgartenschau am Ostersonntag 2016

Seit Ostersonntag 2016 nutzt die Evangelisch-Reformierte Kirchengemeinde St. Johannis zwischen Frühling und Herbst die Kirche wieder für ihre sonntäglichen Gottesdienste.

## Kirchengebäude
Die Johanniskirche ist ein unverputzter zweischiffiger Bau, der komplett aus Backstein in spätgotischem Stil errichtet wurde. Ein schlanker Kirchturm befindet sich am südlichen Übergang vom Hauptschiff zum Chor. Er wurde 1460 bis 1469 errichtet. Der Turm ist mit einer einfach geschwungenen Haube gedeckt.

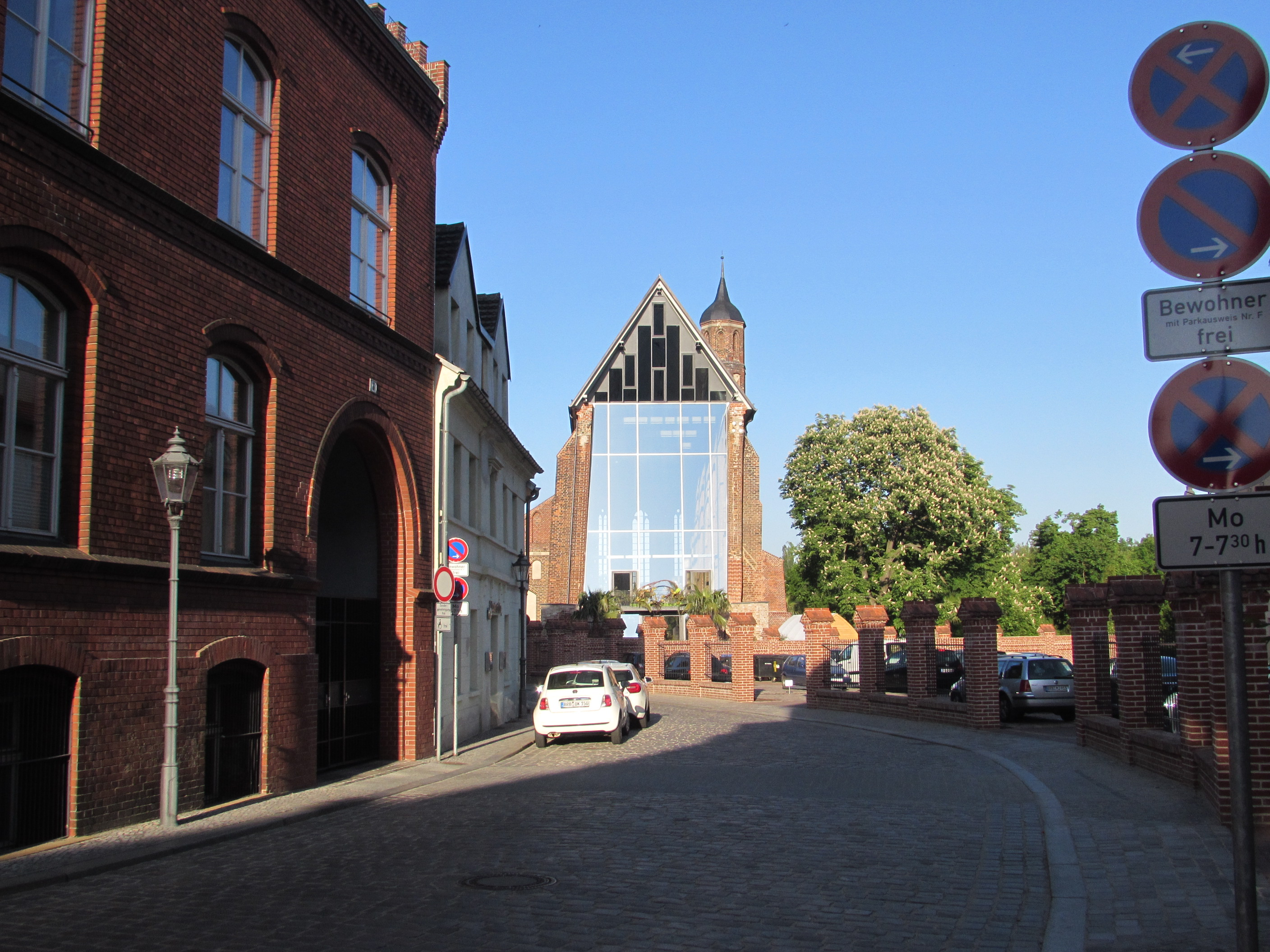
Erkennbar die deutliche Südneigung der Außenwände und der moderne Westabschluss in Glasbauweise

Die nur zwischen 40 und 70 Meter entfernte Havel destabilisiert den Baugrund. Sowohl die Nord- als auch die Südwand stehen nach Süden, zum Havelufer hin erheblich aus der Vertikalflucht. Die Südwand ist durch massive Außenpfeiler gestützt.
An der Nordseite befindet sich ein singuläres Seitenschiff. Die Kirchengemeinde St. Johannis nutzte dieses durch eine zwischenzeitlich in die Bögen zum Hauptschiff eingezogene Mauern abgetrennt noch bis 1985 für Gottesdienste. Es ist über ein segmentbogiges Nordportal von außen zugänglich.
Im Rahmen der Sanierung und des Umbaus im Vorfeld der Bundesgartenschau 2015 wurden die das Seitenschiff vom Hauptschiff abtrennenden Wände in den Bögen wieder beseitigt und dieses so zum Hauptschiff geöffnet. Weiterhin wurde ein neuer Fußboden eingezogen. Die gotischen Spitzbogenfenster wurden mit weißem Antikglas verglast.

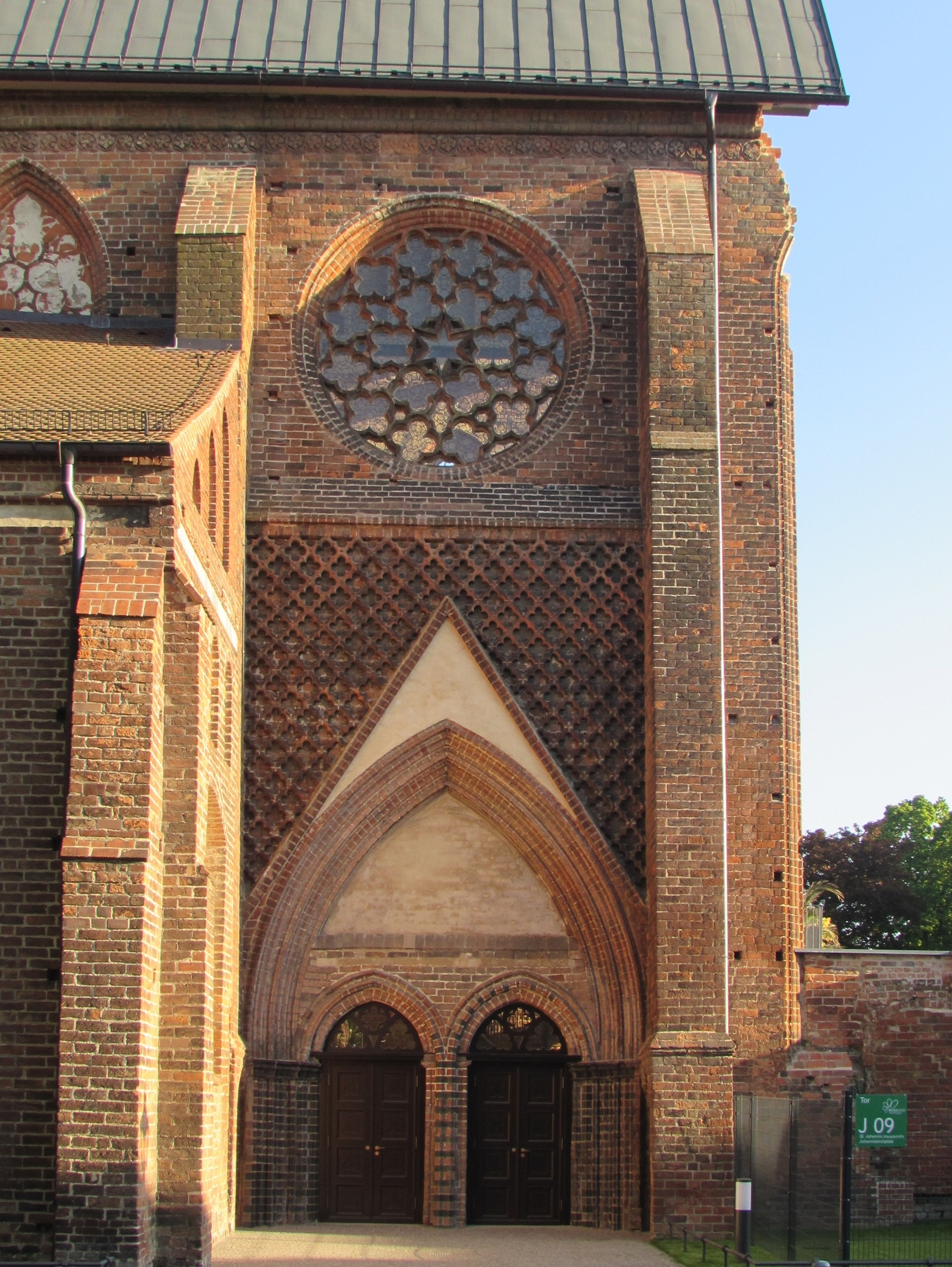
Das nordwestliche Stufenportal mit in Maßwerk gestalteter Rosette

Über einem nordwestlichen Stufenportal als Zugang zum Hauptschiff befindet sich ein großes aus steinernem Maßwerk gefertigtes Relief und darüber ein großes ebenfalls aus Maßwerk gestaltetes, einfarbig weiß verglastes Rosettenfenster in der Außenwand. Bereits historisch war diese Rose nicht mit Bunt-, sondern mit Weißglas besetzt gewesen.
Auffällig ist ein im Rahmen der Sanierung bis 2015 errichteter neuer Westabschluss in moderner Glas-Metall-Bauweise mit einem zusätzlichen breiten Zugang zum Gebäude. Ein flaches, im Zuge der Bausicherung aufgesetztes, provisorisches Dach wurde durch ein neues, dauerhaftes ersetzt. Diese Dachkonstruktion weist den steilen Neigungswinkel des historischen, in den 1980er Jahren eingestürzten Dachstuhls auf und ist mit einer Stehfalzdeckung aus Kupferblech eingedeckt.
Von der historischen Inneneinrichtung der Kirche befindet sich nichts mehr im Gebäude. Während der Restaurierungsarbeiten wurden in den Jahren 2011 und 2012 unter einer Schicht Putz eine spätgotische Wandbemalung gesichert. Die Südostwand des nördlichen Seitenschiffs ist mit Arabesken und Pflanzenmotiven geschmückt. In der nördlichen Nische des Chorraums der Kirche fanden sich mittelalterliche Malereien. Diese entstanden vermutlich unmittelbar nach Bau des Chores um das Jahr 1420. Sie stellen zwei nebeneinander sitzende Figuren, die von schwebenden Engelsfiguren umgeben sind. Es wird vermutet, dass es sich um eine Darstellung einer Marienkrönung oder -segnung handelt. Weiterhin findet sich in der von Norden her gezählten zweiten Nische eine Darstellung des Jüngsten Gerichts. Die Öffnung und Sicherung der dritten Nische ist für das Frühjahr 2017 geplant.
Der im stadtseitigen Prospekt, also der Nordwand angebrachte Schmuckfries mit Weinlaubmotiven weist nach Aussagen des Kunsthistorikers und Bauarchäologen Dirk Schumann die St.-Johannis-Kirche als Bauwerk der „Choriner Schule“ aus. Auch über dem repräsentativen Nordwest-Doppeltor wird kathedraler Stil nach Choriner Vorbild zitiert. Bezeichnend ist dabei der über dem Doppeltor ausgearbeitete Schmuckziegel„teppich“.
Der Okulus der größten Rosette der Mark Brandenburg im letzten noch existierenden Joch auf der Nordwestseite des Langhauses wurde einst im Feld über der Doppeltüranlage mit einer zweiten, kleineren Rosette „gespiegelt“. Diese untere Rosette jedoch wurde später entfernt und ist nur noch in den baulichen Ansätzen des Türbogens nachweisbar.

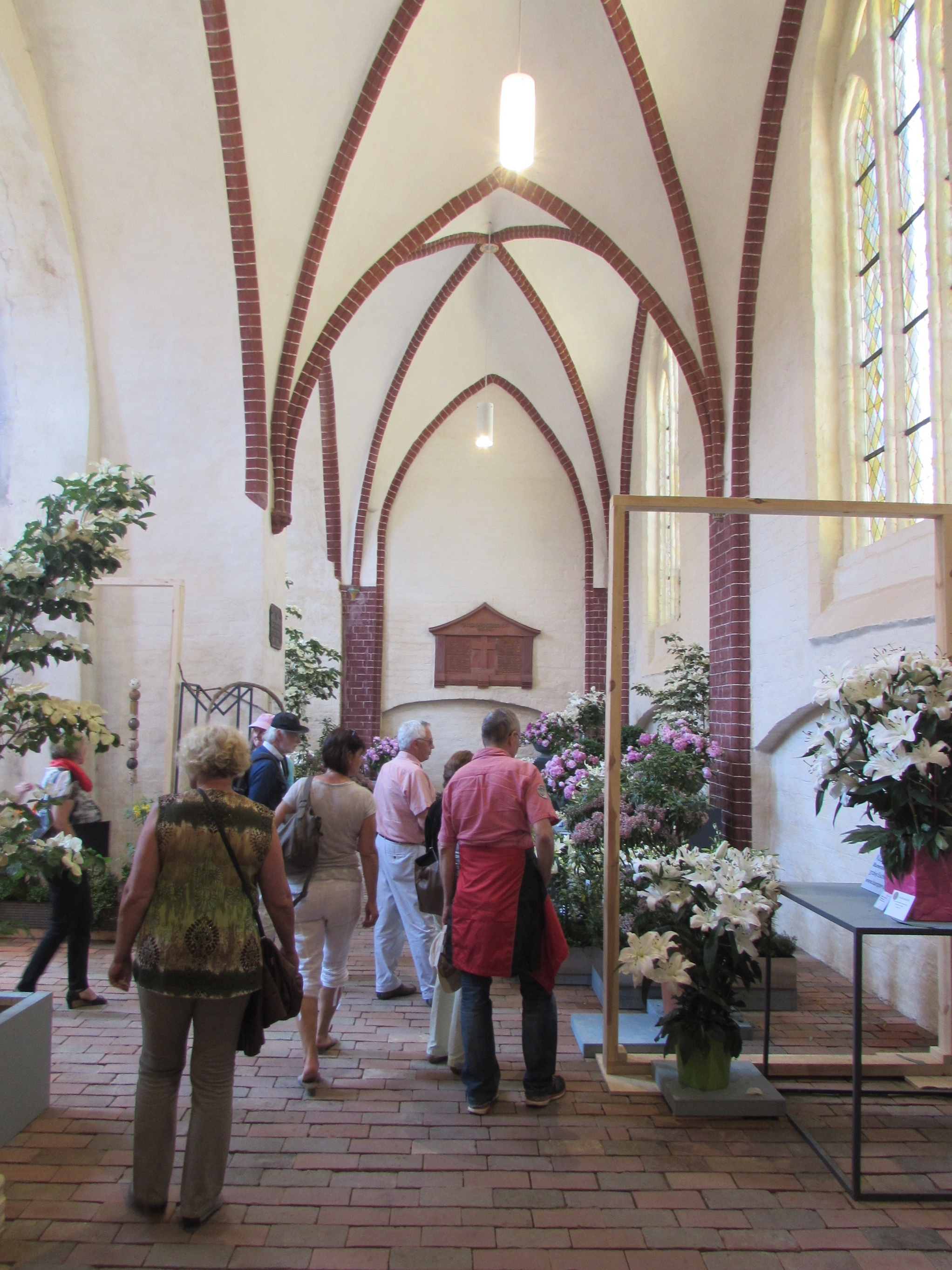
Inneres Seitenschiff
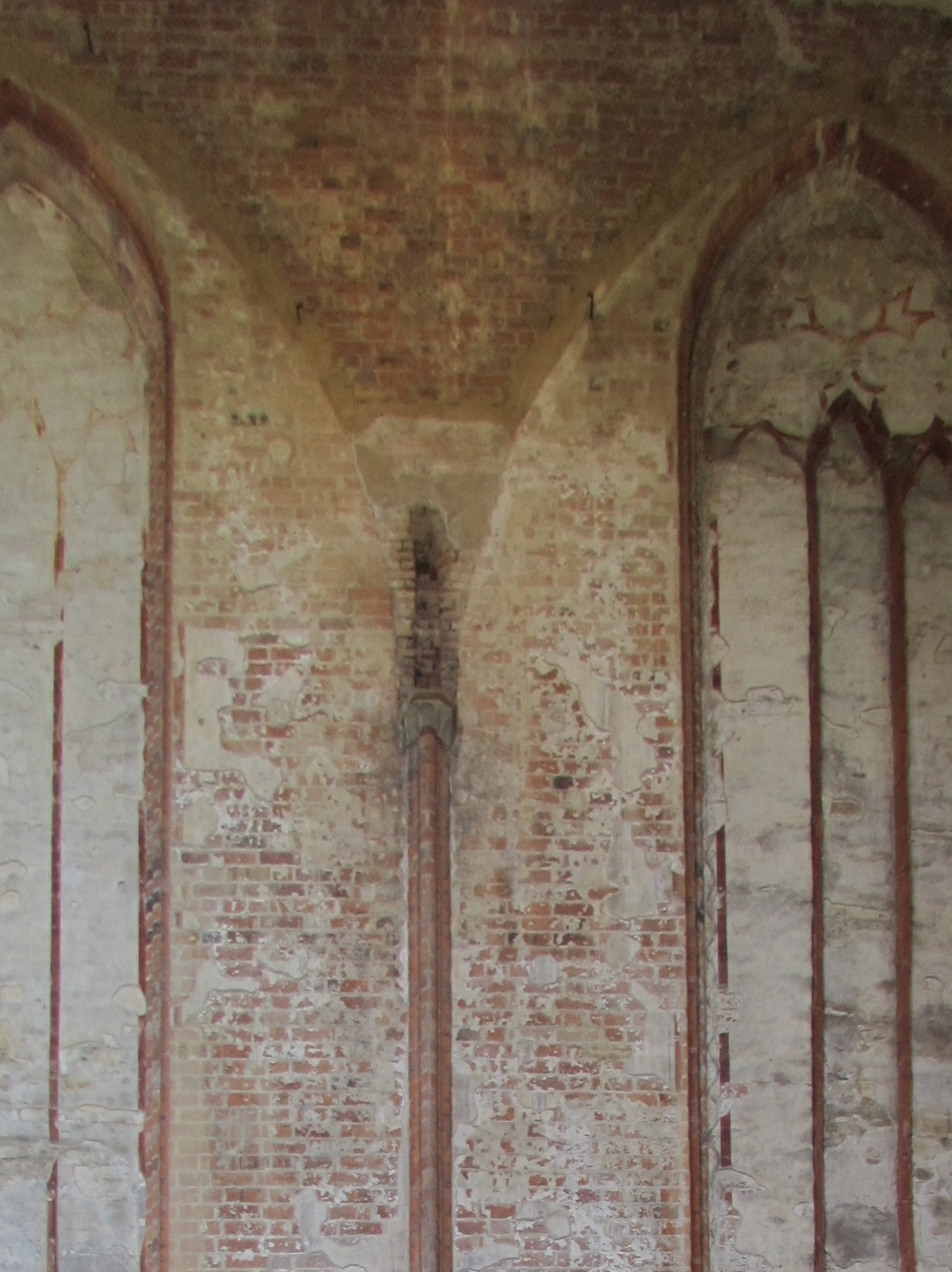
Vermauerte gotische Fenster
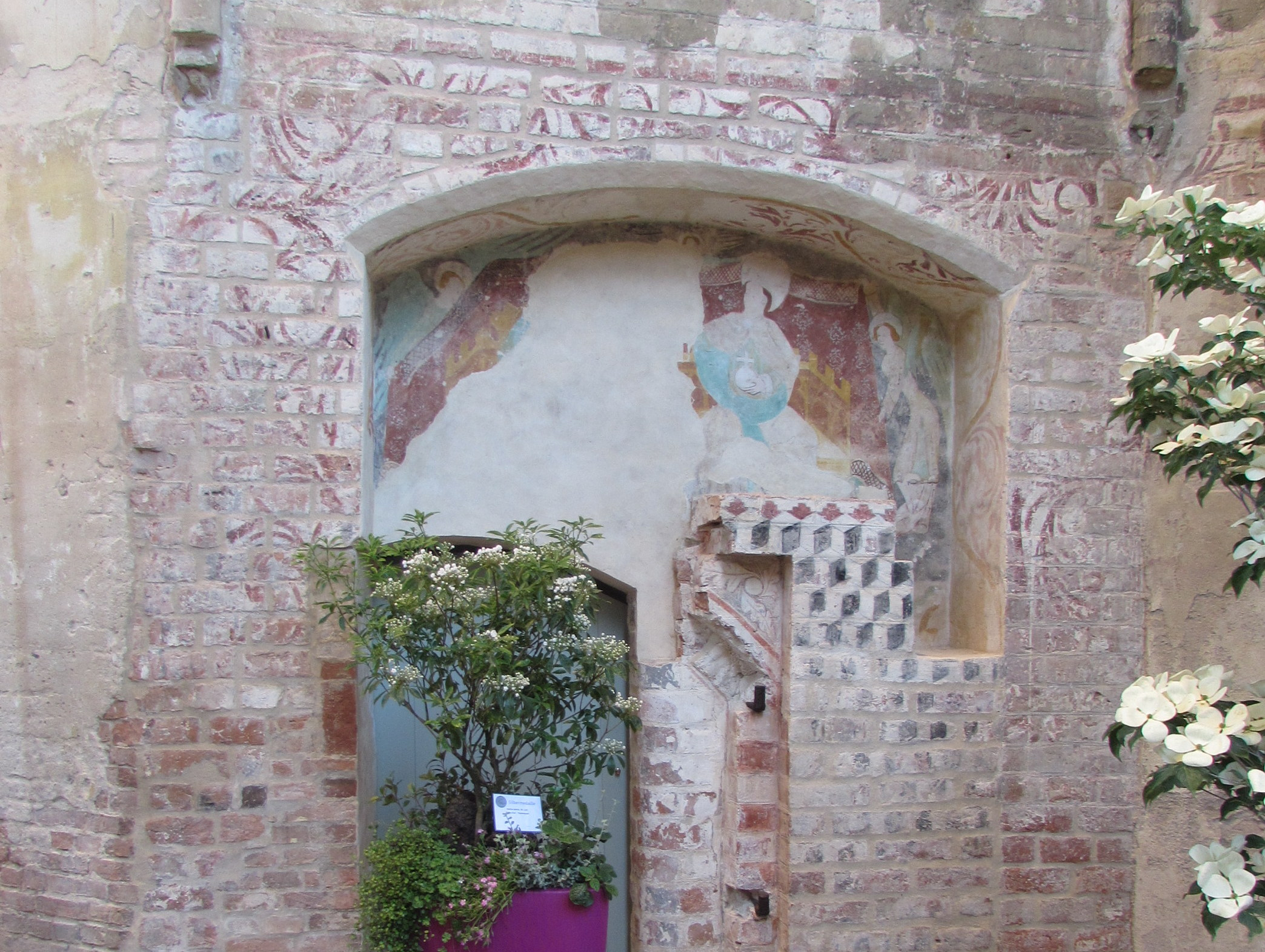
Mittelalterliche Wandmalereien in Nische im Chorraum